# Varga Róbert (labdarúgó, 1986)
Varga Róbert (Győr, 1986. november 25. –) magyar labdarúgó, jelenleg a Soproni VSE hátvédje.

## Pályafutása
Nyolcéves kora óta játszott a Győri ETO utánpótláscsapataiban, 2006 januárja óta tartozik a felnőtt kerethez. Első élvonalbeli mérkőzését 2006. március 19-én játszotta a DVSC elleni idegenbeli bajnokin. Első gólját 2007. április 14-én, a Kaposvár - Győri ETO (2-1) mérkőzésen szerezte.
A 2008-as idényben a ZTE-ben szerepelt kölcsönjátékosként. Itt 3 NB I-es bajnokin lépett pályára az ősz végéig - a sérült Sorin Botist helyettesítette a védelemben -, míg az NB II-es ZTE II-ben 10 mérkőzésen jutott szóhoz. Az idény végén a ZTE nem élt opciós jogával, Varga pedig a Videotonhoz igazolt. Egy évre rá azonban visszatért Zalaegerszegre.
2018 januárjában a Soproni VSE szerződtette.
Róth Antal meghívta az U21-es válogatottba is.

## Sikerei, díjai
Videoton FC
- Magyar bajnoki ezüstérmes: 2010

Gyirmót FC
- Másodosztályú bajnok: 2015-16

## Külső hivatkozások
- Hlsz.hu profil

1. ↑  Varga Róbert nem marad, a Fehérvárhoz igazolt[halott link], 2009, június 2.
2. ↑  Videoton: Varga Róbert Zalaegerszegen folytatja pályafutását, 2010, július 30.
3. ↑  NB II: rutinos védőt igazolt a kiesőjelölt – hivatalos, 2018. január 24.